# Shuar (volk)
De Shuar zijn een inheems volk in het grensgebied van Ecuador en Peru. Ze behoren tot de Jivaro-volkeren, een groep van Amazonevolkeren die leven aan de bronnen van de Marañón rivier.
In hun taal betekent Shuar "volk". Door Europeanen werden ze vaak Jívaro of Jibaro genoemd. Ze zijn vooral in de literatuur wegens Westerse fascinatie gekend door hun voormalige praktijk van gekrompen hoofden. Ze kwamen voor het eerst in contact met de Europeanen in de 16de eeuw.